# Europese kampioenschappen kunstschaatsen 1992
De Europese Kampioenschappen kunstschaatsen zijn wedstrijden die samen een jaarlijks terugkerend evenement vormen, georganiseerd door de Internationale Schaatsunie (ISU).
De kampioenschappen van 1992 vonden plaats van 21 tot en met 26 januari in Lausanne. Het was de eerste keer dat de EK kampioenschappen in deze stad plaatsvonden. Het was voor de achttiende keer dat de kampioenschappen in Zwitserland plaatsvonden. De eerdere toernooien vonden plaats in Davos (10x; 1899, 1904, 1906, 1922, 1924, 1926, 1929 en 1939 (voor de mannen), 1947 en 1959), Sankt Moritz (3x; 1931 (vrouwen en paren), 1935 en 1938 (mannen en vrouwen), Zürich (2x; 1951, 1971) en Genève (2x; 1962, 1976).
Voor de mannen was het de 84e editie, voor de vrouwen en paren was het de 56e editie en voor de ijsdansers de 39e editie.

## Historie
De Duitse en Oostenrijkse schaatsbond, verenigd in de "Deutscher und Österreichischer Eislaufverband", organiseerden zowel het eerste EK Schaatsen voor mannen als het eerste EK Kunstschaatsen voor mannen in 1891 in Hamburg, in toen nog het Duitse Keizerrijk, nog voor het ISU in 1892 werd opgericht. De internationale schaatsbond nam in 1892 de organisatie van het EK kunstschaatsen over. In 1895 werd besloten voortaan het WK kunstschaatsen te organiseren en kwam het EK te vervallen. In 1898, na twee jaar onderbreking, vond toch weer een herstart plaats van het EK kunstschaatsen.
De vrouwen en paren zouden vanaf 1930 jaarlijks om de Europese titel strijden. De ijsdansers streden vanaf 1954 om de Europese titel in het kunstschaatsen.

## Deelname
Er namen deelnemers uit (ten minste) 21 landen deel aan deze kampioenschappen, een evenaring van het recordaantal van 1990 en 1991. Zij vulden (ten minste) het aantal van 71 startplaatsen in de vier disciplines in. De voormalige Sovjet-deelnemers uit Rusland en Oekraïne namen dit jaar deel onder de vlag het Gemenebest van Onafhankelijke Staten. Ook de voormalige Sovjetrepublieken Letland en Litouwen vulden beide een startplaats in, voor Litouwen was het de eerste deelname, in 1934 nam uit Letland een paar deel.
Voor België nam Alice Sue Claeys voor de eerste keer deel in het vrouwentoernooi. Voor Nederland nam Alcuin Schulten voor de tweede keer deel in het mannentoernooi en Marion Krijgsman eveneens voor de tweede keer in het vrouwentoernooi.
(Tussen haakjes het totaal aantal startplaatsen over de disciplines.)
| GOS (10) Duitsland (9) Frankrijk (9) Tsjecho-Slowakije (6) Verenigd Koninkrijk (6) Italië (4) | Polen (4) Finland (3) Hongarije (3) Zwitserland (3) Oostenrijk (3) | Bulgarije (2) Nederland (2) Noorwegen (2) België (1) Denemarken (1) | Letland (1) Litouwen (1) Roemenië (1) Spanje (1) Zweden (1) |

## Medaille verdeling
Bij de mannen werd Petr Barna de 35e Europees kampioen en na Karol Divín (1958, 1959), Ondrej Nepela (1969-1973) en Jozef Sabovčík (1985, 1986) de vierde kampioen uit Tsjechoslowakije. Het was zijn vierde medaille, in 1989 werd hij derde,in 1990 en 1991 tweede. De Europees kampioen van 1990 en 1991, de Oekraïner Viktor Petrenko op plaats twee, veroverde zijn vijfde medaille, in 1987 en 1988 werd hij derde. De Rus Alexei Urmanov op plaats drie stond voor de eerste keer op het erepodium.
Bij de vrouwen prolongeerde de Française Surya Bonaly de Europese titel, het was haar tweede medaille. Voor Marina Kielmann op plaats twee was het haar derde medaille, in 1990 en 1991 werd ze derde. Voor haar landgenote Patricia Neske op plaats drie was het haar tweede medaille, in 1989 werd ze ook derde.
Bij de paren was het erepodium voor de derde keer een kopie van het voorgaande jaar. In 1939 en 1964 gebeurde dit eerder. Voor de negende keer stonden er bij het paarrijden drie duo's uit één natie op het erepodium. Na acht keer (1969, 1971, 1977, 1980, 1985, 1986, 1990 en 1991) paren uit de Sovjet-Unie, dit jaar drie Russische paren. Het paar Natalia Mishkutenok / Artur Dmitriev prolongeerde de Europese titel. Het was hun vierde medaille, in 1989 en 1990 werden ze derde. Hun landgenoten Elena Bechke / Denis Petrov en Evgenia Shishkova / Vadim Naumov stonden net als in 1991 op de plaatsen twee en drie, voor beide paren was het hun tweede medaille.
Voor de elfde keer stonden bij het ijsdansen drie paren uit één natie op het erepodium. Van 1954-1958 en in 1968 waren dit Britse paren. In 1976, 1986, 1987 en 1989 waren het drie paren uit de Sovjet-Unie. Dit jaar drie Russische paren. Het paar Marina Klimova / Sergei Ponomarenko veroverde voor de vierde keer op rij de Europese titel. Het was hun achtste medaille, van 1985-1987 werden ze tweede en in 1984 derde. Maya Usova / Alexander Zhulin op plaats twee stonden voor de vierde opeenvolgende keer op het erepodium, in 1989 en 1990 werden ze ook tweede en in 1991 derde. Het paar op plaats drie, Oksana Grishuk / Jevgeni Platov, stonden voor de eerste keer op het erepodium,
| Discipline | Goud                                 | Zilver                        | Brons                            |
| ---------- | ------------------------------------ | ----------------------------- | -------------------------------- |
| Mannen     | Petr Barna                           | Viktor Petrenko               | Alexei Urmanov                   |
| Vrouwen    | Surya Bonaly                         | Marina Kielmann               | Patricia Neske                   |
| Paren      | Natalia Mishkutenok / Artur Dmitriev | Elena Bechke / Denis Petrov   | Evgenia Shishkova / Vadim Naumov |
| IJsdansen  | Marina Klimova / Sergei Ponomarenko  | Maya Usova / Alexander Zhulin | Oksana Grishuk / Jevgeni Platov  |

## Uitslagen
| #                      | naam (deelname)            | land                                    | pc |
| ---------------------- | -------------------------- | --------------------------------------- | -- |
| Goud                   | Petr Barna (10)            | Vlag van Tsjechië                       |    |
| Zilver                 | Viktor Petrenko (7)        | Vlag van Oekraïne                       |    |
| Brons                  | Alexei Urmanov (2)         | Vlag van Rusland                        |    |
| 4                      | Viacheslav Zagorodniuk (4) | Vlag van Oekraïne                       |    |
| 5                      | Grzegorz Filipowski (11)   | Vlag van Polen                          |    |
| 6                      | Nicolas Petorin            | Vlag van Frankrijk                      |    |
| 7                      | Steven Cousins (3)         | Vlag van Verenigd Koninkrijk            |    |
| 8                      | Eric Millot (4)            | Vlag van Frankrijk                      |    |
| 9                      | Konstantin Kostin          | Vlag van Letland                        |    |
| 10                     | Henrik Walentin (4)        | Vlag van Denemarken                     |    |
| 11                     | Ralph Burghart (7)         | Vlag van Oostenrijk                     |    |
| 12                     | Ronny Winkler (4)          | Vlag van Duitse Democratische Republiek |    |
| 13                     | Mirko Eichorn (2)          | Vlag van Duitsland                      |    |
| 14                     | Oula Jaaskelainen (8)      | Vlag van Finland                        |    |
| 15                     | Marius Cristian Negrea     | Vlag van Roemenië                       |    |
| 16                     | John Martin (2)            | Vlag van Verenigd Koninkrijk            |    |
| 17                     | Gilberto Viadana           | Vlag van Italië                         |    |
| 18                     | Jan Erik Digernes (4)      | Vlag van Noorwegen                      |    |
| 19                     | Patrick Meier              | Vlag van Zwitserland                    |    |
| 20                     | Jaroslav Suchy (3)         | Vlag van Tsjechië                       |    |
| 21                     | Emanuele Ancorini (3)      | Vlag van Zweden                         |    |
| 22                     | Alcuin Schulten (2)        | Vlag van Nederland                      |    |
| 23                     | Jordi Lafarga              | Vlag van Spanje                         |    |
| 24                     | Rastislav Vnucko           | Vlag van Tsjechië                       |    |
| Vrije kür niet bereikt |                            |                                         |    |
| 25                     | Balazs Grenczer            | Vlag van Hongarije                      |    |
| 26                     | Ivan Dinev                 | Vlag van Bulgarije                      |    |

| #      | naam (deelname)       | land                         | pc |
| ------ | --------------------- | ---------------------------- | -- |
| Goud   | Surya Bonaly (4)      | Vlag van Frankrijk           |    |
| Zilver | Marina Kielmann (4)   | Vlag van Duitsland           |    |
| Brons  | Patricia Neske (5)    | Vlag van Duitsland           |    |
| 4      | Simone Lang (3)       | Vlag van Duitsland           |    |
| 5      | Lenka Kulovana (3)    | Vlag van Tsjechië            |    |
| 6      | Laetitia Hubert (3)   | Vlag van Frankrijk           |    |
| 7      | Marie-Pierre Leray    | Vlag van Frankrijk           |    |
| 8      | Joelija Vorobjova     | Vlag van Rusland             |    |
| 9      | Joanne Conway (5)     | Vlag van Verenigd Koninkrijk |    |
| 10     | Zuzanna Szwed (2)     | Vlag van Polen               |    |
| 11     | Alice Sue Claeys      | Vlag van België              |    |
|        |                       |                              |    |
| 22     | Marion Krijgsman (2)  | Vlag van Nederland           |    |
| ?      | Yvonne Pokorny (5)    | Vlag van Oostenrijk          |    |
| ?      | Charlene von Saher    | Vlag van Verenigd Koninkrijk |    |
| ?      | Anita Thorenfeldt (7) | Vlag van Noorwegen           |    |

| #      | naam (deelname)                            | land                         | pc |
| ------ | ------------------------------------------ | ---------------------------- | -- |
| Goud   | Natalia Mishkutenok (5) Artur Dmitriev (5) | Vlag van Rusland             |    |
| Zilver | Elena Bechke (3) Denis Petrov (2)          | Vlag van Rusland             |    |
| Brons  | Evgenia Shishkova (2) Vadim Naumov (2)     | Vlag van Rusland             |    |
| 4      | Radka Kavarikova (3) Rene Novotny (8)      | Vlag van Tsjechië            |    |
| 5      | Peggy Schwarz (3) Alexander König (4)      | Vlag van Duitsland           |    |
| 6      | Mandy Wötzel (4) Axel Rauschenbach (4)     | Vlag van Duitsland           |    |
| 7      | Anuschka Glaser (5) Stefan Pfengle (6)     | Vlag van Duitsland           |    |
| 8      | Leslie Monod Cedric Monod                  | Vlag van Zwitserland         |    |
| 9      | Cheryl Peake (7) Andrew Naylor (7)         | Vlag van Verenigd Koninkrijk |    |
| 10     | Beata Zielinska (2) Mariusz Siudek         | Vlag van Polen               |    |
| 11     | Anna Tabacchi (2) Massimo Salvade (3)      | Vlag van Italië              |    |
| 12     | Line Haddad Sylvain Privé                  | Vlag van Frankrijk           |    |
| 13     | Kathryn Pritchard Jason Briggs             | Vlag van Verenigd Koninkrijk |    |

| #      | naam (deelname)                               | land                         | pc |
| ------ | --------------------------------------------- | ---------------------------- | -- |
| Goud   | Marina Klimova (9) Sergei Ponomarenko (9)     | Vlag van Rusland             |    |
| Zilver | Maya Usova (5) Alexander Zhulin (5)           | Vlag van Rusland             |    |
| Brons  | Oksana Gritshuk (3) Jevgeni Platov (3)        | Vlag van Rusland             |    |
| 4      | Stefania Calegari (6) Pasquale Camerlengo (6) | Vlag van Italië              |    |
| 5      | Klara Engi (9) Attila Toth (9)                | Vlag van Hongarije           |    |
| 6      | Susanna Rahkamo (7) Petri Kokko (7)           | Vlag van Finland             |    |
| 7      | Dominque Yvon (4) Frederic Palluel (4)        | Vlag van Frankrijk           |    |
| 8      | Sophie Moniotte (3) Pascal Lavachy (3)        | Vlag van Frankrijk           |    |
| 9      | Katerina Mrazova (2) Martin Simecek (5)       | Vlag van Tsjechië            |    |
| 10     | Jennifer Gooldbe (2) Hendryk Schamberger (6)  | Vlag van Duitsland           |    |
| 11     | Anna Croci (3) Luca Mantovani (3)             | Vlag van Italië              |    |
| 12     | Marina Morel Gwendal Peizerat                 | Vlag van Frankrijk           |    |
| 13     | Regina Woodward (2) Csaba Szentpetery (3)     | Vlag van Hongarije           |    |
| 14     | Radmilla Chrobokova Milan Brzy (2)            | Vlag van Tsjechië            |    |
| 15     | Margarita Drobiazko Povilas Vanagas           | Vlag van Litouwen            | 1  |
| 16     | Valerie le Tensorer Jörg Kienzle              | Vlag van Zwitserland         |    |
| 17     | Melanie Bruce Andrew Place (2)                | Vlag van Verenigd Koninkrijk |    |
| 18     | Albena Denkova Hristo Nikolov (2)             | Vlag van Bulgarije           |    |
| 19     | Agnieszka Domanska Marcin Glowacki            | Vlag van Polen               |    |
| 20     | Larissa Maritczak Ihor Maritczak              | Vlag van Oostenrijk          |    |
| 21     | Kati Uski (2) Juha Sasi (2)                   | Vlag van Finland             |    |

Medaillewinnaars

Mannen · 
Vrouwen ·
Paren · 
IJsdansen

Toernooi

1891 · 
1892 · 
1893 · 
1894 · 
1895 · 
1896-1897 · 
1898 · 
1899 · 
1900 · 
1901 · 
1902-1903 · 
1904 · 
1905 · 
1906 · 
1907 · 
1908 · 
1909 · 
1910 · 
1911 · 
1912 · 
1913 · 
1914 · 
1915-1921 · 
1922 · 
1923 · 
1924 · 
1925 · 
1926 · 
1927 · 
1928 · 
1929 · 
1930 · 
1931 · 
1932 · 
1933 · 
1934 · 
1935 · 
1936 · 
1937 · 
1938 · 
1939 ·
1940-1946 · 
1947 · 
1948 · 
1949 · 
1950 · 
1951 · 
1952 · 
1953 · 
1954 · 
1955 · 
1956 · 
1957 · 
1958 · 
1959 · 
1960 · 
1961 · 
1962 · 
1963 · 
1964 · 
1965 · 
1966 · 
1967 · 
1968 · 
1969 · 
1970 · 
1971 · 
1972 · 
1973 · 
1974 · 
1975 · 
1976 · 
1977 · 
1978 · 
1979 · 
1980 · 
1981 · 
1982 · 
1983 · 
1984 · 
1985 · 
1986 · 
1987 · 
1988 · 
1989 · 
1990 · 
1991 · 
1992 · 
1993 · 
1994 · 
1995 ·
1996 · 
1997 · 
1998 · 
1999 · 
2000 · 
2001 · 
2002 · 
2003 · 
2004 · 
2005 · 
2006 ·
2007 ·
2008 ·
2009 ·
2010 ·
2011 ·
2012 ·
2013 ·
2014 ·
2015 ·
2016 ·
2017 ·
2018 ·
2019 ·
2020 ·
2021 · 
2022 · 
2023 · 
2024 · 
2025

WK kunstschaatsen ·
WK kunstschaatsen junioren ·
Viercontinentenkampioenschap ·
Olympische Spelen